# 대한민국 상법 제447조
대한민국 상법 제447조는 재무제표의 작성에 대한 상법 회사법의 조문이다.

## 조문
제447조(재무제표의 작성) (1) 이사는 결산기마다 다음 각 호의 서류와 그 부속명세서를 작성하여 이사회의 승인을 받아야 한다. 1. 대차대조표 2. 손익계산서 3. 그 밖에 회사의 재무상태와 경영성과를 표시하는 것으로서 대통령령으로 정하는 서류 (2) 대통령령으로 정하는 회사의 이사는 연결재무제표를 작성하여 이사회의 승인을 받아야 한다.

## 같이 보기
- 대한민국 상법 제447조의2 영업보고서의 작성